# Dracy (Yonne)
Dracy (auch: Dracy-sur-Ouanne) ist eine französische Gemeinde mit 237 Einwohnern (Stand: 1. Januar 2022) im Département Yonne in der Region Bourgogne-Franche-Comté (bis 2015: Burgund). Die Gemeinde gehört zum Arrondissement Auxerre und zum Kanton Cœur de Puisaye (bis 2015: Kanton Toucy). Die Einwohner werden Dracycois genannt.

## Geografie
Dracy liegt in der Landschaft Puisaye an dem Fluss Ouanne, etwa 24 Kilometer westsüdwestlich von Auxerre. Umgeben wird Dracy von den Nachbargemeinden Villiers-Saint-Benoît im Norden, Toucy im Osten, Fontaines im Süden und Südosten, Mézilles im Süden und Südwesten sowie Tannerre-en-Puisaye im Westen.

## Bevölkerungsentwicklung
| Jahr                      | 1962 | 1968 | 1975 | 1982 | 1990 | 1999 | 2006 | 2013 |
| Einwohner                 | 290  | 260  | 213  | 218  | 217  | 230  | 202  | 225  |
| Quelle: Cassini und INSEE |      |      |      |      |      |      |      |      |

## Sehenswürdigkeiten
- Kirche

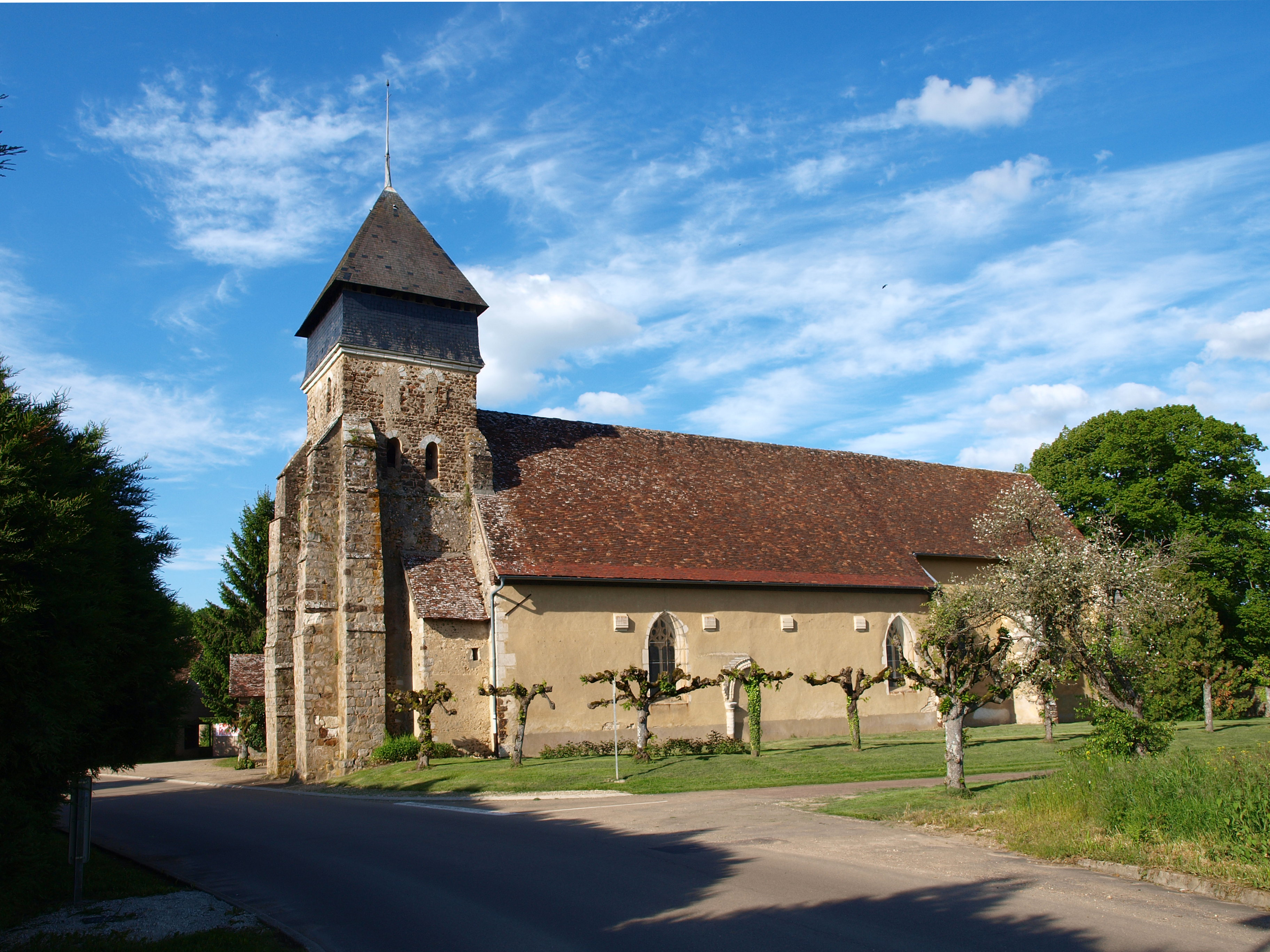
Kirche

- Schloss Dracy, 1733 bis 1735 erbaut, seit 1979 Monument historique